# Velociraptor osmolskae
Velociraptor osmolskae (lat. "ladrón veloz de Osmólska") es una especie del género extinto Velociraptor de dinosaurio terópodo dromeosáurido emplumado que vivió hacia finales del período Cretácico, entre 75 a 71 millones de años durante el Campaniaense, en lo que es hoy Asia.

## Evidencia paleontológica
Un maxilar y un lacrimal, el hueso que tiene la mayoría de los dientes de la mandíbula superior, y el hueso que forma el borde anterior de la cuenca ocular, respectivamente, recuperados en 1999 por las Expediciones Sino-Belgas fueron considerados como pertenecientes a Velociraptor, pero no a la especie tipo V. mongoliensis. Pascal Godefroit et al. nombraron a estos huesos V. osmolskae, por la paleontóloga polaca Halszka Osmólska, en 2008, siendo la segunda especie que se considera válida.

## Ubicaciones
En las formaciones Bayan Mandahu, donde fue hallado V. osmolskae, y Djadochta estaban presentes muchos de los mismos géneros, aunque variaban a nivel de especie. Estas diferencias en la composición de especies pueden deberse a una barrera natural que separa las dos formaciones, que están relativamente cerca una de la otra geográficamente. Sin embargo, dada la falta de cualquier barrera conocida que pudiera causar las composiciones de fauna específicas que se encuentran en estas áreas, es más probable que esas diferencias indiquen una ligera diferencia de tiempo.

## Especies Asociadas
V. osmolskae vivió junto al anquilosáurido Pinacosaurus mephistocephalus, al alvarezsáurido Linhenykus monodactylus, al dromeosáurido estrechamente relacionado Linheraptor exquisitus, los oviraptóridos Machairasaurus leptonychus y Wulatelong gobiensis, los  protoceratópsidos Bagaceratops rozhdestvenskyi y Protoceratops hellenikorhinus y los troodóntidos Linhevenator tani, Papiliovenator neimengguensis y Philovenator curriei. Los sedimentos a través de la formación indican un ambiente depositacional similar al de la Formación Djadochta.